# Persone di nome Juan/Calciatori
| Questa pagina contiene informazioni ricavate automaticamente dalle voci biografiche con l'ausilio del template Bio e di un bot. L'aggiornamento è periodico e automatico e ricostruisce completamente la pagina. Se manca una persona in questa lista, sei pregato di non aggiungerla, ma accertati piuttosto che la sua voce biografica contenga il template Bio e che i dati anagrafici siano correttamente compilati. Se il template Bio manca, inseriscilo tu stesso o, in alternativa, metti l'avviso {{tmp\|Bio}} che ne segnala la mancanza. Se i dati riportati sono sbagliati, correggi direttamente la voce biografica; le modifiche saranno visibili in questa lista entro pochi giorni. Per chiarimenti vedi il progetto antroponimi. La lista contiene solo le 633 persone che sono citate nell'enciclopedia e per le quali è stato implementato correttamente il template Bio. Pagina aggiornata al 6 ago 2025. |

Questa è una lista di persone presenti nell'enciclopedia che hanno il nome Juan e sono calciatori.

## A(56)
- Juan Abarca, calciatore cileno (San Vicente de Tagua Tagua, n. 1988)
- Juan Carlos Ablanedo, ex calciatore spagnolo (Mieres, n. 1963)
- Juan Acosta, calciatore uruguaiano (Rocha, n. 1993)
- Juan Alberto Acosta, ex calciatore uruguaiano (Paysandú, n. 1957)
- Juan Acuña, calciatore spagnolo (La Coruña, n. 1923 - La Coruña, † 2001)
- Juan Agudelo, calciatore colombiano (Manizales, n. 1992)
- Juan Aguilera, calciatore cileno (Santiago del Cile, n. 1903 - † 1979)
- Carlos Aguilera Martín, ex calciatore spagnolo (Madrid, n. 1969)
- Juan Aguilera Núñez, ex calciatore spagnolo (Madrid, n. 1985)
- Juan Aguinaga, calciatore ecuadoriano (Quito, n. 1978)
- Juan Felipe Aguirre, calciatore colombiano (Antioquia, n. 1996)
- Juan Bautista Agüero, calciatore paraguaiano (Caacupé, n. 1935 - Caacupé, † 2018)
- Juan Alano, calciatore brasiliano (Curitiba, n. 1996)
- Giovanni Alberti, calciatore e allenatore di calcio uruguaiano (Montevideo, n. 1916)
- Juan Albín, calciatore uruguaiano (Salto, n. 1986)
- Juan José Albornoz, ex calciatore cileno (Talca, n. 1982)
- Juan María Alcedo, calciatore spagnolo (Rota, n. 2001)
- Juan Manuel Alejándrez, calciatore messicano (Jalisco, n. 1944 - Guadalajara, † 2007)
- Juan Carlos Almada, ex calciatore argentino (Morón, n. 1965)
- Juan Alonso Adelarpe, calciatore e allenatore di calcio spagnolo (Hondarribia, n. 1927 - Hondarribia, † 1994)
- Juan Alonzo, calciatore cubano (L'Avana, n. 1911)
- Juan Alsina, ex calciatore uruguaiano (Montevideo, n. 1989)
- Juan Alvacete, calciatore argentino (Mendoza, n. 1991)
- Juan Carlos Alzugaray, calciatore uruguaiano
- Juan María Amiano, ex calciatore spagnolo (Lekaroz, n. 1947)
- Juan Luis Anangonó, calciatore ecuadoriano (Ibarra, n. 1989)
- Juan Andrada, calciatore argentino (San Luis, n. 1995)
- Juan Camilo Angulo, calciatore colombiano (Florida, n. 1988)
- Peregrino Anselmo, calciatore e allenatore di calcio uruguaiano (Montevideo, n. 1902 - Montevideo, † 1975)
- Juan Antonio, ex calciatore argentino (Trelew, n. 1988)
- Francisco Apaolaza, calciatore argentino (Magdalena, n. 1997)
- Juan Carlos Arana, calciatore spagnolo (Las Palmas de Gran Canaria, n. 2000)
- Juan Arango, ex calciatore venezuelano (Maracay, n. 1980)
- Juan Araújo Pino, calciatore spagnolo (La Carolina, n. 1920 - Siviglia, † 2002)
- Juan Carlos Arce, calciatore boliviano (Santa Cruz de la Sierra, n. 1985)
- Juan Aretio, calciatore e allenatore di calcio spagnolo (Ferrol, n. 1922 - Santiago di Compostela, † 1973)
- Juan Argote, calciatore boliviano (La Paz, n. 1907 - † 1990)
- Juan José Arias, calciatore colombiano (Rionegro, n. 2004)
- Juan David Arizala, calciatore colombiano (El Charco, n. 2005)
- Juan Armet, calciatore e allenatore di calcio spagnolo (Terrassa, n. 1895 - Madrid, † 1956)
- Juan Arremón, calciatore uruguaiano (Montevideo, n. 1899 - Montevideo, † 1979)
- Juan Arricio, calciatore boliviano (La Paz, n. 1923)
- Juan Arrillaga, calciatore argentino (Pergamino, n. 1908 - Córdoba, † 1970)
- Juan Carlos Arteche, calciatore spagnolo (Maliaño, n. 1957 - Madrid, † 2010)
- Juan Artola, calciatore spagnolo (Bilbao, n. 2000)
- Juan Artola, calciatore spagnolo (San Sebastián, n. 1885 - San Sebastián, † 1937)
- Juan Arza, calciatore e allenatore di calcio spagnolo (Estella, n. 1923 - Siviglia, † 2011)
- Juan Manuel Aróstegui, ex calciatore argentino (San Francisco, n. 1980)
- Juan Manuel Asensi, ex calciatore spagnolo (Alicante, n. 1949)
- Juan Carlos Auzoberry, ex calciatore argentino (Almirante Brown, n. 1936)
- Juan Pablo Avendaño, ex calciatore argentino (Laguna Larga, n. 1982)
- Juan Ayra, calciatore cubano (n. 1911 - † 2008)
- Juan Azócar, calciatore venezuelano (Maracay, n. 1995)
- Juan Pablo Añor, calciatore venezuelano (Caracas, n. 1994)
- Juan Felipe Alves Ribeiro, ex calciatore brasiliano (São Vicente, n. 1987)
- Juan Alberto Andreu, ex calciatore spagnolo (Barbate, n. 1984)

## B(39)
- Juan Carlos Babio, ex calciatore venezuelano (Mérida, n. 1965)
- Juan Baena, calciatore spagnolo (Ceuta, n. 1950 - Alicante, † 2012)
- Juan Barahona, calciatore salvadoregno (San Salvador, n. 1996)
- Juan Pablo Barinaga, calciatore argentino (Paraná, n. 2000)
- Juan Barinaga, calciatore argentino (Rosario, n. 2000)
- Juan Barrera, calciatore nicaraguense (Ocotal, n. 1989)
- Juanma Barrero, ex calciatore spagnolo (Badajoz, n. 1980)
- Juan Manuel Barrientos, ex calciatore argentino (Lomas de Zamora, n. 1982)
- Juan Ignacio Basaguren, ex calciatore messicano (Cidade do México, n. 1944)
- Miguel Basulto, calciatore messicano (Ocotlán, n. 1992)
- Juan Bauza, calciatore argentino (Gualeguaychú, n. 1996)
- Juan Belencoso, calciatore spagnolo (Elche de la Sierra, n. 1981)
- Juan Benegas, calciatore spagnolo (San Sebastián, n. 1934 - † 2006)
- Juan Carlos Bernad, calciatore spagnolo (Saragozza, n. 1960)
- Juan Bernat, calciatore spagnolo (Cullera, n. 1993)
- Juan Berrocal, calciatore spagnolo (Jerez de la Frontera, n. 1999)
- Juan Besuzzo, calciatore uruguaiano (Montevideo, n. 1913 - Montevideo, † 1980)
- Juan Bianchi, calciatore argentino
- Juan Bilbao, calciatore spagnolo (Bilbao, n. 1900 - † 1972)
- Juan Bisanz, calciatore argentino (Buenos Aires, n. 2001)
- Juan Biselach, ex calciatore peruviano (San Vicente de Cañete, n. 1940)
- Juan Carlos Blanco, ex calciatore uruguaiano (Dolores, n. 1946)
- Juan Cruz Bolado, calciatore argentino (Mendoza, n. 1997)
- Juan Bolaños, calciatore colombiano (Villavicencio, n. 1991)
- José Borrelli, ex calciatore argentino (San Isidro, n. 1970)
- Juan Bosca, calciatore uruguaiano (Montevideo, n. 2005)
- Juan Boselli, calciatore uruguaiano (Montevideo, n. 1994)
- Juan Manuel Boselli, calciatore uruguaiano (Montevideo, n. 1999)
- Sebastián Boselli, calciatore uruguaiano (Montevideo, n. 2003)
- Juan Botasso, calciatore argentino (Buenos Aires, n. 1908 - Quilmes, † 1950)
- Juanma Bravo, calciatore spagnolo (Murcia, n. 1998)
- Juan David Bravo Padilla, calciatore colombiano (Medellín, n. 1990)
- Juan Domingo Brown, calciatore argentino (n. 1888 - Mármol, † 1931)
- Juan Brunetta, calciatore argentino (Laboulaye, n. 1997)
- Juan Bujedo, ex calciatore argentino (n. 1956)
- Juan Carlos Burbano, ex calciatore ecuadoriano (Quito, n. 1969)
- Juan Burgueño, calciatore uruguaiano (n. 1923 - † 1997)
- Juan Bustos, ex calciatore costaricano (Nicoya, n. 1992)
- Chumi, calciatore spagnolo (A Laracha, n. 1999)

## C(66)
- Juan David Cabal, calciatore colombiano (Cali, n. 2001)
- Juan Caballero, ex calciatore peruviano (Trujillo, n. 1958)
- Juan David Cabezas, calciatore colombiano (Cali, n. 1991)
- Juan Cáceres, ex calciatore peruviano (Chançay, n. 1949)
- Juan Daniel Cáceres, ex calciatore paraguaiano (Asunción, n. 1973)
- Juan Pablo Caffa, ex calciatore argentino (Murphy, n. 1984)
- Juan Fernando Caicedo, calciatore colombiano (Carepa, n. 1989)
- Juan Caicedo, ex calciatore colombiano (Tumaco, n. 1955)
- Juan Calatayud, ex calciatore spagnolo (Antequera, n. 1979)
- Juan Calero, calciatore colombiano (Ginebra, n. 1998)
- Juan Calichio, calciatore argentino (Buenos Aires, n. 1922)
- Juanmi Callejón, calciatore spagnolo (Motril, n. 1987)
- Juan Carlos Calvo, calciatore uruguaiano (Montevideo, n. 1906 - † 1977)
- Juanjo Camacho, ex calciatore spagnolo (Valencia, n. 1980)
- Juan Cámara, calciatore spagnolo (Jaén, n. 1994)
- Alexander Campos, ex calciatore salvadoregno (La Morita, n. 1980)
- Juan Manuel Canós, ex calciatore spagnolo (Burriana, n. 1944)
- Juan Cardozo, calciatore paraguaiano (Caaguazú, n. 2004)
- Juan Carreño López, ex calciatore cileno (San Fernando, n. 1968)
- Juan Carreño, calciatore messicano (n. 1909 - † 1940)
- Juan Pablo Carrizo, ex calciatore argentino (Santa Fe, n. 1984)
- Juan Bautista Cascini, calciatore argentino (La Plata, n. 1997)
- Juan David Castañeda, calciatore colombiano (Medellín, n. 1995)
- Juan Castellanos, ex calciatore venezuelano (n. 1975)
- Juan Castilla, calciatore colombiano (Cali, n. 2004)
- Juan Camilo Castillo, calciatore colombiano (Tumaco, n. 2002)
- Juan Castillo Balcázar, ex calciatore cileno (La Serena, n. 1970)
- Juan Diego Castillo, calciatore colombiano (Cali, n. 2003)
- Juan Castillo, ex calciatore uruguaiano (Durazno, n. 1978)
- Juan David Castro, calciatore messicano (Veracruz, n. 1991)
- Juan Castro, calciatore argentino (Córdoba, n. 1934 - † 1979)
- Juan Cataldi, calciatore argentino (La Plata, n. 1998)
- Juan Cavallaro, calciatore argentino (Paraná, n. 1994)
- Juan Cayasso, ex calciatore costaricano (Limón, n. 1961)
- Juan Cazares, calciatore ecuadoriano (Cantone di Quinindé, n. 1992)
- Juan Cañete, ex calciatore paraguaiano (n. 1929)
- Juan Cejas, calciatore argentino (La Plata, n. 1998)
- Juan Antonio Celdrán, ex calciatore spagnolo (L'Hospitalet de Llobregat, n. 1936)
- Juan Carlos Chávez Pérez, ex calciatore boliviano (n. 1972)
- Juanjo Ciércoles, ex calciatore spagnolo (L'Hospitalet de Llobregat, n. 1988)
- Juan Cilley, calciatore argentino (n. 1898 - Ramos Mejía, † 1954)
- Juan Manuel Cobelli, calciatore argentino (Rosario, n. 1988)
- Juan Manuel Cobo, ex calciatore argentino (Córdoba, n. 1984)
- Juan Pablo Colinas, ex calciatore spagnolo (León, n. 1978)
- Juan José Collantes, ex calciatore spagnolo (San Fernando, n. 1983)
- Juan Carlos Colman, calciatore argentino (Concordia, n. 1922 - † 1999)
- Juan Carlos Corazzo, calciatore e allenatore di calcio uruguaiano (Montevideo, n. 1907 - † 1986)
- Juan Carlos Corbalan, calciatore maltese (n. 1997)
- Juan Córdova, calciatore canadese (Los Andes, n. 1995)
- Juan Cornejo, calciatore cileno (Santiago del Cile, n. 1990)
- Juan Cortazzo, calciatore argentino (La Plata, n. 2005)
- Juan Covarrubias, ex calciatore cileno (Temuco, n. 1961)
- Juan Pablo Cozzani, calciatore argentino (Mendoza, n. 1998)
- Juan Facundo Crisafi, calciatore argentino (Buenos Aires, n. 2004)
- Juan Cruz Cerrudo, calciatore argentino (San Genaro, n. 2004)
- Juan Manuel Cruz, calciatore argentino (Buenos Aires, n. 1999)
- Juan Cuadrado, calciatore colombiano (Necoclí, n. 1988)
- Juan Manuel Cuesta, calciatore colombiano (Medellín, n. 2002)
- Juan Cuevas, calciatore argentino (Buenos Aires, n. 1988)
- Juan Culio, ex calciatore argentino (Mercedes, n. 1983)
- Juan Ramón Curbelo, ex calciatore uruguaiano (Montevideo, n. 1979)
- Juan Cuyami, ex calciatore spagnolo (San Sebastián, n. 1972)
- Juan José Cáceres, calciatore paraguaiano (Avellaneda, n. 2000)
- Juan Carlos Cárdenas, calciatore argentino (Santiago del Estero, n. 1945 - Buenos Aires, † 2022)
- Juan Córdoba, calciatore colombiano (Medellín, n. 2003)
- Juan Ramón Cabrero, ex calciatore spagnolo (Valencia, n. 1980)

## D(26)
- Juan de Gracia, ex calciatore panamense (n. 1990)
- Juan Carlos de Lima, ex calciatore uruguaiano (Florida, n. 1962)
- Juan Felipe Delgadillo, ex calciatore messicano (San Mateo Atenco, n. 1993)
- Juan Delgado Baeza, calciatore cileno (Santiago del Cile, n. 1993)
- Juanma Delgado, calciatore spagnolo (Valencia, n. 1990)
- Juan Delgado Martínez, ex calciatore uruguaiano (Montevideo, n. 1994)
- Juan Manuel Delgado Moreno, ex calciatore spagnolo (Huelva, n. 1977)
- Juan Delgado, calciatore uruguaiano (Florida, n. 1889 - † 1961)
- Juan Antonio Deusto, calciatore spagnolo (Bilbao, n. 1946 - Bilbao, † 2011)
- Juan Manuel Díaz Martínez, ex calciatore uruguaiano (Montevideo, n. 1987)
- Juan Dinenno, calciatore argentino (Rosario, n. 1994)
- Juan Carlos Docabo, ex calciatore argentino (Buenos Aires, n. 1970)
- Juan Guillermo Domínguez, ex calciatore colombiano (Bogotà, n. 1986)
- Juan Pablo Domínguez, calciatore messicano (Ecatepec de Morelos, n. 1998)
- Juan Domínguez Lamas, ex calciatore spagnolo (Pontedeume, n. 1990)
- Juan Carlos Domínguez, calciatore argentino (n. 1943 - † 2021)
- Juan Ignacio Duma, calciatore argentino (Vedia, n. 1993)
- Juan Cruz Díaz Espósito, calciatore argentino (Quilmes, n. 2000)
- Juan Carlos Díaz Mena, calciatore colombiano (Chocó, n. 2001)
- Juan Díaz Sánchez, calciatore spagnolo (Santa Cruz de Tenerife, n. 1948 - Santa Cruz de Tenerife, † 2013)
- Juan Ignacio Díaz, calciatore argentino (La Plata, n. 1998)
- Juan de Garchitorena, calciatore e attore filippino (Manila, n. 1898 - Santa Barbara, † 1983)
- Juande, calciatore spagnolo (Alicante, n. 1986)
- Juan Carlos Díaz Quincoces, calciatore spagnolo (Vitoria-Gasteiz, n. 1933 - † 2002)
- Juan Pérez, ex calciatore panamense (Panama, n. 1980)
- Juan Cruz de los Santos, calciatore uruguaiano (Montevideo, n. 2003)

## E(18)
- Juan Echecopar, calciatore argentino (Pergamino, n. 1946 - Pergamino, † 2012)
- Juan José Elgezabal, ex calciatore spagnolo (Bakio, n. 1963)
- Alejandro Elordi, calciatore argentino (n. 1894)
- Juan Eluchans, ex calciatore argentino (Tandil, n. 1980)
- Juan José Enríquez Gómez, calciatore e allenatore di calcio spagnolo (Madrid, n. 1950 - Murcia, † 2015)
- Juanan Entrena, calciatore spagnolo (Huétor-Tájar, n. 1996)
- Juan Epitié, ex calciatore spagnolo (Manresa, n. 1976)
- Juan Errazquin, calciatore argentino (Córdoba, n. 1906 - Irun, † 1931)
- Juan Escobar, calciatore paraguaiano (Luque, n. 1995)
- Juan Carlos Escobar, ex calciatore colombiano (Cali, n. 1982)
- Juan Espínola, calciatore paraguaiano (Ciudad del Este, n. 1994)
- Juan Carlos Espinoza, ex calciatore cileno (Talcahuano, n. 1991)
- Juan Espínola, ex calciatore paraguaiano (Asunción, n. 1953)
- Juan Cruz Esquivel, calciatore argentino (Cañada Rosquín, n. 2000)
- Juan José Estella Salas, ex calciatore spagnolo (Sant Feliu de Llobregat, n. 1956)
- Juan Estrada, calciatore argentino (San Pedro, n. 1912 - † 1985)
- Armando Farro, calciatore argentino (n. 1922 - † 1982)
- Juan Evaristo, calciatore argentino (Buenos Aires, n. 1902 - Buenos Aires, † 1978)

## F(28)
- Juan Ricardo Faccio, calciatore, allenatore di calcio e giornalista uruguaiano (Montevideo, n. 1936 - Montevideo, † 2024)
- Juan Falcón, ex calciatore venezuelano (Acarigua, n. 1989)
- Juan Carlos Falcón, ex calciatore argentino (n. 1979)
- Juan Familia-Castillo, calciatore olandese (Amsterdam, n. 2000)
- Juan Fedorco, calciatore argentino (Carmen de Patagones, n. 2000)
- Juan Ramón Fernández, ex calciatore argentino (Gualeguaychú, n. 1980)
- Juan Ibiza, calciatore spagnolo (Ibiza, n. 1995)
- Juan Fernández Vilela, calciatore spagnolo (Ferrol, n. 1948)
- Juan Ferraro, calciatore argentino (Buenos Aires, n. 1923 - Buenos Aires, † 1973)
- Juan Ferreri, ex calciatore uruguaiano (Florida, n. 1970)
- Juan Carlos Ferreyra, ex calciatore argentino (Rama Caída, n. 1983)
- Juan Silvano Ferreyra, calciatore argentino
- Juan Fischer, ex calciatore argentino (Junín, n. 1985)
- Juan Flores, ex calciatore peruviano (Lima, n. 1976)
- Juan Carlos Fonda, calciatore argentino (Vedia, n. 1919)
- Juan Forlín, ex calciatore argentino (Reconquista, n. 1988)
- Juan Foyth, calciatore argentino (La Plata, n. 1998)
- Juan Pablo Francia, ex calciatore argentino (San Francisco, n. 1984)
- Juan Francia, calciatore argentino (n. 1897 - † 1962)
- Juan Carlos Franco, ex calciatore paraguaiano (n. 1973)
- Juan Cruz Franzoni, calciatore argentino (Paraná, n. 1999)
- Juan Pablo Freytes, calciatore argentino (Ticino, n. 2000)
- Juan Fuenmayor, ex calciatore venezuelano (Maracaibo, n. 1979)
- Juan Fuentes, ex calciatore spagnolo (Cordova, n. 1990)
- Juan Fuentes, calciatore cileno (Rancagua, n. 1995)
- Juan Funes, calciatore argentino (San Luis, n. 1963 - Buenos Aires, † 1992)
- Juan Antonio Felipe Gallego, ex calciatore spagnolo (Madrid, n. 1961)
- Juan Redondo, ex calciatore spagnolo (Camas, n. 1977)

## G(55)
- Juan Carlos Gaete, calciatore cileno (Puente Alto, n. 1997)
- Juan Galeano, ex calciatore colombiano (Andes, n. 1962)
- Juan Daniel Galeano, calciatore argentino (Buenos Aires, n. 1989)
- Juan Carlos Gangas, ex calciatore cileno (Santiago, n. 1944)
- Juan Carlos Garay, ex calciatore ecuadoriano (n. 1968)
- Juan Enrique García Rivas, ex calciatore venezuelano (Ciudad Bolívar, n. 1970)
- Juan Pablo García, ex calciatore messicano (Guadalajara, n. 1981)
- Juanma García, calciatore spagnolo (La Rinconada, n. 1993)
- Juan Carlos García Barahona, calciatore honduregno (Tela, n. 1988 - Tegucigalpa, † 2018)
- Juan José García Granero, ex calciatore spagnolo (Madrid, n. 1981)
- Juan Manuel García Simarro, ex calciatore spagnolo (Valdepeñas, n. 1951)
- Juan Manuel García, calciatore argentino (Rosario, n. 1988)
- Juan Ezequiel García, ex calciatore argentino (Lomas de Zamora, n. 1991)
- Juan Manuel García, calciatore argentino (Tandil, n. 1992)
- Juanmi García, ex calciatore spagnolo (Cartagena, n. 1971)
- Juan Garizurieta, calciatore spagnolo (Erandio, n. 1908 - † 2001)
- Juan Garro, calciatore argentino (Tunuyán, n. 1992)
- Juan Gauto, calciatore argentino (Perito Moreno, n. 2004)
- Juan Gayol, ex calciatore argentino (San Carlos de Bolívar)
- Juan Cruz Giacone, calciatore argentino (Oliveros, n. 2004)
- Juan Gill, ex calciatore argentino (Villa María, n. 1983)
- Juan Carlos Giménez, calciatore e allenatore di calcio argentino (Buenos Aires, n. 1927 - † 2000)
- Juan Valentín Giménez, calciatore argentino (Rosario, n. 2006)
- Juan Martín Ginzo, calciatore argentino (Lanús, n. 2002)
- Juanma Gómez, ex calciatore spagnolo (Don Benito, n. 1981)
- Juan Martín Gonella, calciatore uruguaiano (Montevideo, n. 1996)
- Juan Diego González, calciatore colombiano (Medellín, n. 1980 - Copacabana, † 2020)
- Juan Carlos González, calciatore uruguaiano (Montevideo, n. 1924 - Buenos Aires, † 2010)
- Juan Carlos González, ex calciatore cileno (Santiago del Cile, n. 1968)
- Juan Ignacio González Brazeiro, calciatore uruguaiano (Paysandú, n. 1993)
- Juan Antonio González Crespo, ex calciatore uruguaiano (Montevideo, n. 1972)
- Juanan, ex calciatore spagnolo (Palma di Maiorca, n. 1987)
- Juan Ignacio González, ex calciatore messicano (Città del Messico, n. 1984)
- Juan Sierra, ex calciatore spagnolo (Almendralejo, n. 1955)
- Juan Cruz González, calciatore argentino (Córdoba, n. 1996)
- Juan González-Vigil, calciatore peruviano (Lima, n. 1985)
- Juan Govea, calciatore ecuadoriano (Esmeraldas, n. 1991)
- Juan Guamán, ex calciatore ecuadoriano (n. 1965)
- Juan Cruz Guasone, calciatore argentino (San Nicolás de los Arroyos, n. 2001)
- Juan Guedes, calciatore spagnolo (Carrizal de Ingenio, n. 1942 - Las Palmas de Gran Canaria, † 1971)
- Juan Guerra, calciatore boliviano (n. 1927)
- Juan Guidi, calciatore argentino (Avellaneda, n. 1930 - Buenos Aires, † 1973)
- Juan Luis Guirado, ex calciatore spagnolo (Malaga, n. 1979)
- Juan Manuel Gutiérrez Freire, calciatore uruguaiano (Atlántida, n. 2002)
- Juan Diego Gutiérrez, ex calciatore peruviano (Lima, n. 1992)
- Juan Carlos Guzmán, ex calciatore argentino (Buenos Aires, n. 1941)
- Juan Andrés Gómez, ex calciatore argentino (Curuzú Cuatiá, n. 1971)
- Juanito Gómez, ex calciatore argentino (Reconquista, n. 1985)
- Juan Pablo Gómez, calciatore argentino (Buenos Aires, n. 1991)
- Juan Gómez Voglino, ex calciatore argentino (Florida, n. 1947)
- Juan González Gómez, calciatore messicano (Guadalajara, n. 1924 - † 2009)
- Juan José Gómez, ex calciatore salvadoregno (San Miguel, n. 1980)
- Juan Jesús Gutiérrez Robles, ex calciatore spagnolo (Malaga, n. 1980)
- Juanlu, ex calciatore spagnolo (Malaga, n. 1980)
- Juan Manuel González Lima, ex calciatore spagnolo (Algeciras, n. 1944)

## H(13)
- Harry Hayes, calciatore argentino (Rosario, n. 1891 - Rosario, † 1976)
- Juan Carlos Henao, ex calciatore colombiano (Medellín, n. 1971)
- Juan Carlos Heredia Anaya, ex calciatore argentino (Córdoba, n. 1952)
- Juan Carlos Heredia, calciatore argentino (Córdoba, n. 1922 - † 1987)
- Juan Hernández, ex calciatore messicano (Città del Messico, n. 1965)
- Juan Francisco Hernández, ex calciatore peruviano (Lima, n. 1978)
- Juan Hernández García, calciatore spagnolo (Lorca, n. 1994)
- Emanuel Hernández, calciatore uruguaiano (Montevideo, n. 1997)
- Juan Camilo Hernández, calciatore colombiano (Pereira, n. 1999)
- Juanma Herzog, calciatore spagnolo (Santa Cruz de Tenerife, n. 2004)
- Juan Hohberg, calciatore e allenatore di calcio argentino (Córdoba, n. 1926 - Lima, † 1996)
- Juan Hospital, calciatore argentino (n. 1895 - Avellaneda, † 1956)
- Juan Huangal, calciatore peruviano (Pacasmayo, n. 1997)

## I(12)
- Juan de Dios Ibarra, ex calciatore messicano (Los Mochis, n. 1979)
- Juan Iglesias, calciatore spagnolo (Valladolid, n. 1998)
- Juan Imbert, calciatore argentino (San Miguel de Tucumán, n. 1990)
- Juan Infante, calciatore argentino (José C. Paz, n. 1996)
- Juan Insaurralde, calciatore argentino (Resistencia, n. 1984)
- Juan Antonio Ipiña, calciatore e allenatore di calcio spagnolo (Ortuella, n. 1912 - Bilbao, † 1974)
- Juan Luis Irazusta, ex calciatore spagnolo (Hernani, n. 1948)
- Juan Carlos Iribarren, calciatore argentino (n. 1901)
- Juan Martín Iribarren, calciatore argentino (Buenos Aires, n. 2003)
- Juan Carlos Irurieta, calciatore argentino
- Juan Iturbe, calciatore argentino (Buenos Aires, n. 1993)
- Juan Izquierdo, calciatore uruguaiano (Montevideo, n. 1997 - San Paolo, † 2024)

## J(11)
- Juan Jaime, calciatore argentino (Monteros, n. 1993)
- Juan Jara, ex calciatore paraguaiano (Asunción, n. 1970)
- Juan José Jayo, ex calciatore peruviano (Lima, n. 1973)
- Juan José Jiménez Collar, ex calciatore spagnolo (Cadice, n. 1957)
- Juanmi Jiménez, calciatore spagnolo (Coín, n. 1993)
- Juanpe, calciatore spagnolo (Jerez de la Frontera, n. 1996)
- Juan Manuel Jorge, calciatore uruguaiano (Montevideo, n. 2004)
- Juan Joya, calciatore peruviano (Lima, n. 1934 - Lima, † 2007)
- Juan Jesus, calciatore brasiliano (Belo Horizonte, n. 1991)
- Juan Carlos Justes, ex calciatore spagnolo (Almudévar, n. 1962)
- Juan Carlos Jácome, ex calciatore ecuadoriano (Quito, n. 1960)

## K(3)
- Juan Cruz Kaprof, calciatore argentino (Buenos Aires, n. 1995)
- Juan Cruz Komar, calciatore argentino (Rosario, n. 1996)
- Juan Krupoviesa, ex calciatore argentino (Tucumán, n. 1979)

## L(25)
- Juan Carlos La Rosa, ex calciatore peruviano (Tumán, n. 1980)
- Juan Lafita, ex calciatore spagnolo (Barcellona, n. 1958)
- Juan Carlos Lallana, calciatore argentino (Rosario, n. 1938 - Rosario, † 2022)
- Juan Landolfi, calciatore e allenatore di calcio argentino (Córdoba, n. 1914)
- Juan Larios, calciatore spagnolo (Tomares, n. 2004)
- Juan Antonio Larrañaga, ex calciatore spagnolo (Azpeitia, n. 1958)
- Juan Larrea, calciatore argentino (Lanús, n. 1993)
- Juanmi Latasa, calciatore spagnolo (Madrid, n. 2001)
- Juan Leal, ex calciatore colombiano (Medellín, n. 1980)
- Juan Carlos Leaño, ex calciatore messicano (Guadalajara, n. 1977)
- Juan Legnazzi, calciatore uruguaiano (n. 1893)
- Juan Leiva, calciatore cileno (Chillán, n. 1993)
- Juan Carlos Leiva, calciatore uruguaiano (n. 1933)
- Juan Eduardo Lescano, calciatore argentino (Buenos Aires, n. 1992)
- Juan Carlos Letelier, ex calciatore cileno (Valparaíso, n. 1959)
- Juan Vicente Lezcano, calciatore paraguaiano (Asunción, n. 1937 - Asunción, † 2012)
- Francisco Lombardo, calciatore argentino (Mendoza, n. 1925 - Las Heras, † 2012)
- Juan Antonio López, ex calciatore spagnolo (Irun, n. 1934)
- Juan Manuel López, ex calciatore spagnolo (Madrid, n. 1969)
- Juan Lorca, calciatore cileno (Santiago del Cile, n. 1985)
- Juan Carlos Lorenzo, calciatore e allenatore di calcio argentino (Buenos Aires, n. 1922 - Buenos Aires, † 2001)
- Tomás Loyarte, calciatore argentino (Santa Fe, n. 1901)
- Juan Lozano, ex calciatore spagnolo (Coria del Río, n. 1955)
- Juan Martín Lucero, calciatore argentino (Mendoza, n. 1991)
- Juan Pablo Ludueña, calciatore argentino (Río Primero, n. 2003)

## M(66)
- Juan Alberto Cruz, ex calciatore honduregno (n. 1959)
- Juan Maldonado Jaimez Júnior, ex calciatore brasiliano (San Paolo, n. 1982)
- Juan Machuca, ex calciatore cileno (Santiago del Cile, n. 1951)
- Juan Madero, calciatore argentino
- Juan Diego Madrigal, calciatore costaricano (n. 1987)
- Juan Maglio, calciatore argentino (Buenos Aires, n. 1904 - Buenos Aires, † 1964)
- Juan Carlos Mamelli, ex calciatore argentino (Catamarca, n. 1946)
- Juan Carlos Mariño, ex calciatore peruviano (Lima, n. 1982)
- Juanma Marrero, ex calciatore spagnolo (Las Palmas de Gran Canaria, n. 1982)
- Juan Marrero Pérez, calciatore spagnolo (Las Palmas, n. 1905 - † 1989)
- Juan Martagón, ex calciatore spagnolo (Siviglia, n. 1967)
- Juan Francisco Martínez Modesto, ex calciatore spagnolo (Vera, n. 1980)
- Juan Manuel Martínez, calciatore argentino (Viedma, n. 1985)
- Juan Carlos Martín Corral, calciatore spagnolo (Guadalajara, n. 1988)
- Felipe Martín, ex calciatore spagnolo (La Orotava, n. 1954)
- Juan Eduardo Martín, ex calciatore argentino (Leones, n. 1982)
- Juan Martínez Trejo, calciatore argentino (San Miguel de Tucumán, n. 1992)
- Juan Marvezzi, calciatore argentino (San Miguel de Tucumán, n. 1915 - Munro, † 1971)
- Juan Mascia, ex calciatore uruguaiano (Montevideo, n. 1994)
- Juan Carlos Masnik, calciatore uruguaiano (El Tala, n. 1943 - † 2021)
- Juan Manuel Mata, calciatore spagnolo (Burgos, n. 1988)
- Francisco Mattia, calciatore argentino (Luján, n. 1988)
- Juan Mauri, ex calciatore argentino (Realicó, n. 1988)
- Juan Carlos Medina, ex calciatore messicano (Torreón, n. 1983)
- Andrés Meli, calciatore argentino (Godoy Cruz, n. 2000)
- Juan José Mencía, calciatore spagnolo (Sestao, n. 1923 - Bilbao, † 2012)
- Juan Carlos Menseguez, ex calciatore argentino (Córdoba, n. 1984)
- Juan Mercado, calciatore boliviano (n. 1997)
- Juan Mercier, ex calciatore argentino (Campana, n. 1980)
- Juan Camilo Mesa, calciatore colombiano (Cúcuta, n. 1998)
- Juan Carlos Mesías, calciatore uruguaiano (n. 1933 - † 2002)
- Juan José Mieza, calciatore spagnolo (Barakaldo, n. 1915 - Castro-Urdiales, † 1999)
- Juan Millán, calciatore uruguaiano (Florida, n. 2001)
- Juan Mina, calciatore colombiano (Cali, n. 2004)
- Ignacio Miramón, calciatore argentino (San Carlos de Bolívar, n. 2003)
- Juan Miranda, calciatore spagnolo (Olivares, n. 2000)
- Juan Miritello, calciatore argentino (Luján, n. 1999)
- Juan Pablo Miño, calciatore argentino (Rosario, n. 1987)
- Juan Diego Molina Martínez, calciatore spagnolo (San Roque, n. 1993)
- Juan Diego Monge, ex calciatore costaricano (n. 1986)
- Juan Monjardín, calciatore spagnolo (La Coruña, n. 1903 - Villatobas, † 1950)
- Juan Carlos Montenegro, calciatore boliviano (San Borja, n. 1997)
- Toño Torrecilla, ex calciatore spagnolo (Morille, n. 1964)
- Juan Pablo Montes, calciatore honduregno (Sulaco, n. 1985)
- Juan Monti, calciatore argentino (Romagna)
- Juan Carlos Mora, ex calciatore venezuelano (San Cristóbal, n. 1994)
- Juan Vicente Morales, calciatore uruguaiano (Paysandú, n. 1956 - Montevideo, † 2020)
- Juan José Morales, ex calciatore argentino (Bella Vista, n. 1982)
- Juan Moreno, calciatore colombiano (Apartadó, n. 1999)
- Juan Francisco Moreno Fuertes, ex calciatore spagnolo (Madrid, n. 1988)
- Juan Gutiérrez Moreno, ex calciatore spagnolo (Cadice, n. 1976)
- Juan Carlos Moreno, ex calciatore spagnolo (Barcellona, n. 1975)
- Juan Morgado, ex calciatore spagnolo (Fregenal de la Sierra, n. 1952)
- Juan Morán, calciatore argentino (Mendoza, n. 2006)
- Juan David Mosquera, calciatore colombiano (Cali, n. 2002)
- Juan Mosquera, ex calciatore colombiano (Turbo, n. 1996)
- Juan Muhlethaler, ex calciatore uruguaiano (Canelones, n. 1954)
- Juan Mujica, calciatore uruguaiano (Casa Blanca, n. 1943 - Montevideo, † 2016)
- Juan Munafo, calciatore argentino (Mendoza, n. 1988)
- Juan José Muñante, calciatore peruviano (Pisco, n. 1948 - Miami, † 2019)
- Juan Carlos Murúa, calciatore argentino (Posadas, n. 1935 - † 2023)
- Juan Musso, calciatore argentino (San Nicolás de los Arroyos, n. 1994)
- Juan Muñiz, calciatore spagnolo (Gijón, n. 1992)
- Juan Muñoz, calciatore spagnolo (Utrera, n. 1995)
- Juan Carlos Muñoz, calciatore argentino (Avellaneda, n. 1919 - Avellaneda, † 2009)
- Ignacio Méndez, calciatore argentino (Luján de Cuyo, n. 1997)

## N(10)
- Juan Ignacio Nardoni, calciatore argentino (Nelson, n. 2002)
- Juan Narváez, calciatore colombiano (Pasto, n. 1995)
- Juan Nazareno, calciatore ecuadoriano (San Lorenzo, n. 1998)
- Juan Negri, calciatore cileno (n. 1925 - † 2015)
- Juan Neira, calciatore argentino (La Plata, n. 1989)
- Juan Nieto, calciatore colombiano (Pereira, n. 1993)
- Juanjo Nieto, calciatore spagnolo (Castellón de la Plana, n. 1994)
- Pablo Niño, ex calciatore spagnolo (Rota, n. 1978)
- Juan Niño, ex calciatore colombiano (Bogotà, n. 1990)
- Juan Norat, calciatore spagnolo (Sanxenxo, n. 1944 - Sanxenxo, † 2021)

## O(15)
- Juan Obregón, calciatore honduregno (New York, n. 1997)
- Juan Antonio Ocampo, ex calciatore messicano (Tepic, n. 1989)
- Juan Carlos Ocampo, ex calciatore uruguaiano (Dipartimento di Soriano, n. 1955)
- Juan Miguel Ojeda Gauto, calciatore paraguaiano (Asunción, n. 1998)
- Juan Ojeda, calciatore argentino (Arroyo Seco, n. 1982)
- Juan Carlos Olave, ex calciatore argentino (Córdoba, n. 1976)
- Juan Olivares, ex calciatore cileno (Viña del Mar, n. 1941)
- Juan Orellana, calciatore argentino (Burruyacú, n. 1997)
- Juan Carlos Orellana, calciatore cileno (Santiago del Cile, n. 1955 - Santiago del Cile, † 2022)
- Juan Muriel Orlando, calciatore argentino (General Conesa, n. 1989)
- Juan Antonio Ortega, calciatore spagnolo (Lopera, n. 1922)
- Juanma Ortiz, ex calciatore spagnolo (Guardamar del Segura, n. 1982)
- Juanto Ortuño, calciatore spagnolo (Yecla, n. 1992)
- Juan José Oré, ex calciatore peruviano (Lima, n. 1954)
- Juan Otero, calciatore colombiano (Sipí, n. 1995)

## P(39)
- Juan Ignacio Pacchini, calciatore argentino (Rafael Calzada, n. 2000)
- Juan Pajuelo, ex calciatore peruviano (Lima, n. 1974)
- Juan Paletta, ex calciatore argentino (Rosario, n. 1940)
- Juan Palma, calciatore colombiano (Puerto Carreño, n. 1999)
- Juan Paredes, calciatore guatemalteco (n. 1984)
- Juan Carlos Paredes, calciatore ecuadoriano (Esmeraldas, n. 1987)
- Juan Martín Parodi, ex calciatore uruguaiano (Paysandú, n. 1974)
- Juan Pablo Passaglia, calciatore argentino (Rosario, n. 1989)
- Juan Gabriel Patiño, calciatore paraguaiano (Pirayú, n. 1989)
- Juan Pablo Torres Patiño, calciatore colombiano (Itagüí, n. 2004)
- Juan Carlos Paz, ex calciatore uruguaiano (n. 1944)
- Juan Pedevilla, calciatore argentino (Buenos Aires, n. 1909 - † 2005)
- Juan Peinipil, calciatore argentino (Puerto Madryn, n. 2002)
- Juan Manuel Peña, ex calciatore boliviano (Santa Cruz de la Sierra, n. 1973)
- Juan José Perea, calciatore colombiano (Bogotà, n. 2000)
- Juan Pablo Pereyra, ex calciatore argentino (San Lorenzo, n. 1984)
- Juan Perinetti, calciatore e dirigente sportivo argentino (n. 1891 - Remedios de Escalada, † 1957)
- Juan Pietravallo, ex calciatore argentino (Buenos Aires, n. 1981)
- Juan Pablo Pignani, calciatore argentino (Leones, n. 2001)
- Juanca Pineda, calciatore dominicano (Azua de Compostela, n. 2000)
- Juan Pablo Pino, ex calciatore colombiano (Cartagena de Indias, n. 1987)
- Juan Pintado, calciatore uruguaiano (Las Piedras, n. 1997)
- Juan Pintos, ex calciatore uruguaiano (Montevideo)
- Juan Píriz, calciatore uruguaiano (Montevideo, n. 1902 - Montevideo, † 1946)
- Juan José Pizzuti, calciatore e allenatore di calcio argentino (Buenos Aires, n. 1927 - Buenos Aires, † 2020)
- Juan Pablo Plada, calciatore uruguaiano (Maldonado, n. 1998)
- Juan Planelles, ex calciatore spagnolo (Burriana, n. 1951)
- Juan Portilla, calciatore colombiano (Cali, n. 1998)
- Juan Carlos Portillo González, ex calciatore spagnolo (Malaga, n. 1970)
- Juan Carlos Portillo, calciatore salvadoregno (n. 1991)
- Juan Portillo, calciatore argentino (Puerto Rico, n. 2000)
- Juan Pratto, calciatore argentino (Buenos Aires, n. 1903 - Buenos Aires, † 1939)
- Juan Presta, calciatore argentino
- Juan Román Pucheta, calciatore argentino (Merlo, n. 2002)
- Juan David Pérez, calciatore colombiano (Montelíbano, n. 1991)
- Juankar, calciatore spagnolo (Boadilla del Camino, n. 1990)
- Juan Carlos Pérez López, calciatore spagnolo (Santander, n. 1945 - Santander, † 2012)
- Juan José Pérez Suaza, calciatore colombiano (Quindío, n. 2004)
- Juan Antonio Pérez Sáez, ex calciatore spagnolo (Las Palmas de Gran Canaria, n. 1952)

## Q(6)
- Juanele, ex calciatore spagnolo (Gijón, n. 1971)
- Juan Quero, ex calciatore spagnolo (Vallecas, n. 1984)
- Juan Quintana, calciatore uruguaiano (Progreso, n. 2000)
- Juan Sebastián Quintero, calciatore colombiano (Cali, n. 1995)
- Juan Fernando Quintero, calciatore colombiano (Medellín, n. 1993)
- Juan Quiroga, ex calciatore argentino (Córdoba, n. 1982)

## R(43)
- Juan Ramos, calciatore uruguaiano (Montevideo, n. 1996)
- Juan de Dios Ramírez Perales, ex calciatore messicano (Città del Messico, n. 1969)
- Mauricio Ramos, ex calciatore boliviano (Santa Cruz de la Sierra, n. 1969)
- Juan Carlos Ramírez, ex calciatore colombiano (Medellín, n. 1972)
- Juan Pedro Ramírez López, calciatore spagnolo (Las Palmas de Gran Canaria, n. 1991)
- Juan Ignacio Ramírez, calciatore uruguaiano (Mercedes, n. 1997)
- Juan Pablo Ramírez, calciatore colombiano (Medellín, n. 1997)
- Juan Edgardo Ramírez, calciatore argentino (Moreno, n. 1993)
- Juan Ramón Martínez, calciatore salvadoregno (San Miguel, n. 1948 - San Miguel, † 2024)
- Juan Pablo Raponi, ex calciatore argentino (Álvarez, n. 1982)
- Juan Carlos Real Ruiz, calciatore spagnolo (La Coruña, n. 1991)
- Juan Respuela, ex calciatore argentino (Mercedes, n. 1991)
- Sebastián Reyes, calciatore boliviano (n. 1997)
- Juan Carlos Ríos, ex calciatore boliviano (Tarija, n. 1972)
- Juan Risso, ex calciatore argentino (General Pirán, n. 1942)
- Juan Rithner, calciatore argentino (Baradero, n. 1890 - † 1960)
- Antonio Rivarola, calciatore argentino (Santa Fe, n. 1908 - † 1974)
- Juande Rivas, calciatore spagnolo (Cordova, n. 1999)
- Juan Rivas, calciatore argentino (Santa Fe, n. 1992)
- Juan Rivero, calciatore uruguaiano (Montevideo, n. 1999)
- Juan Francisco Riveros, ex calciatore paraguaiano (Asunción, n. 1946)
- Juan Rizzo, calciatore argentino (Buenos Aires, n. 1906)
- Juan Daniel Roa, ex calciatore colombiano (Bogotà, n. 1991)
- Juan Carlos Rodríguez, ex calciatore spagnolo (Puente Castro, n. 1965)
- Juan Rodríguez, calciatore cileno (Santiago del Cile, n. 1944 - † 2021)
- Juan Pablo Rodríguez, ex calciatore messicano (Zapopan, n. 1979)
- Juan Rodríguez, calciatore uruguaiano (San Ramón, n. 2005)
- Juan Ignacio Rodríguez Sevilla, calciatore uruguaiano (Montevideo, n. 2006)
- Juan José Rodríguez, ex calciatore costaricano (n. 1967)
- Juan Antonio Rodríguez, ex calciatore spagnolo (Malaga, n. 1982)
- Juan José Rodríguez, calciatore argentino (General Galarza, n. 1937 - Buenos Aires, † 1993)
- Juan Gabriel Rodríguez, calciatore argentino (General Alvear, n. 1994)
- Juan Rojas Carvacho, ex calciatore cileno (n. 1957)
- Juan Carlos Rojas Guerra, ex calciatore messicano (Romita, n. 1984)
- Rodrigo Rojas, calciatore paraguaiano (Fernando de la Mora, n. 1988)
- Juan Ángel Romero, calciatore paraguaiano (Asunción, n. 1934 - Elche, † 2009)
- Juan Pablo Romero, calciatore argentino (Elortondo, n. 1998)
- Juan Antonio Ros, calciatore spagnolo (Cartagena, n. 1996)
- Juan Francisco Rossel, calciatore cileno (Santiago del Cile, n. 2005)
- Juan José Rubio, ex calciatore spagnolo (Madrid, n. 1956)
- Juan José Ruiz Igartua, ex calciatore spagnolo (Gorliz, n. 1947)
- Juan Carlos Ruiz, ex calciatore boliviano (n. 1968)
- Juan Carlos Russo, ex calciatore argentino

## S(45)
- Juan René Contreras, ex calciatore dominicano (n. 1984)
- Olivier Kingue, calciatore camerunese (Yaoundé, n. 1996)
- Juan José Purata, calciatore messicano (San Luis Potosí, n. 1998)
- Juan Sabia, ex calciatore argentino (Pergamino, n. 1981)
- Juan Ignacio Saborido, calciatore argentino (La Plata, n. 1998)
- Juan Camilo Saiz, calciatore colombiano (El Espinal, n. 1992)
- Juan Camilo Salazar, calciatore colombiano (Zarzal, n. 1997)
- Juan Salomoni, calciatore argentino (Buenos Aires, n. 1997)
- Juan Carlos Salvini, calciatore argentino
- Juan Samudio, ex calciatore paraguaiano (Asunción, n. 1978)
- Juan Manuel Sanabria, calciatore uruguaiano (Florida, n. 2000)
- Juan Carlos Sánchez, ex calciatore boliviano (n. 1971)
- Juan Carlos Sánchez Ampuero, calciatore boliviano (Cochabamba, n. 1985)
- Juan Sánchez Romero, ex calciatore spagnolo (Aldaia, n. 1972)
- Juan Ramón Sandoval, ex calciatore paraguaiano
- Juan Sans Alsina, calciatore spagnolo (Calella, n. 1920 - Granollers, † 2001)
- Juan Santisteban, ex calciatore e allenatore di calcio spagnolo (Coria del Río, n. 1936)
- Juan Santos da Silva, calciatore brasiliano (San Paolo, n. 2002)
- Juan Carlos Sarnari, calciatore argentino (Santa Fe, n. 1942 - Bogotà, † 2023)
- Tuto Sañudo, ex calciatore spagnolo (Serdio, n. 1956)
- Juan Alberto Schiaffino, calciatore e allenatore di calcio uruguaiano (Montevideo, n. 1925 - Montevideo, † 2002)
- Juan Carlos Sconfianza, ex calciatore argentino (Buenos Aires, n. 1943)
- Juan Pablo Segovia, calciatore argentino (Corrientes, n. 1988)
- Juan Seminario, ex calciatore peruviano (Piura, n. 1936)
- Juan Sforza, calciatore argentino (Rosario, n. 2002)
- Óscar Siafá, calciatore spagnolo (Madrid, n. 1997)
- Juan Ignacio Sills, calciatore argentino (San Antonio de Areco, n. 1987)
- Juan Silva Cerón, ex calciatore uruguaiano (Montevideo, n. 1981)
- Juan Carlos Silva, ex calciatore messicano (Città del Messico, n. 1988)
- Juan Silveira dos Santos, ex calciatore brasiliano (Rio de Janeiro, n. 1979)
- Juan Simón, ex calciatore e procuratore sportivo argentino (Rosario, n. 1960)
- Juan Sobrero, calciatore argentino
- Juan Carlos Socorro, ex calciatore venezuelano (Caracas, n. 1972)
- Juan Cruz Sol, calciatore spagnolo (Elgoibar, n. 1947 - Valencia, † 2020)
- Juan Soriano, calciatore spagnolo (Benacazón, n. 1997)
- Juan Soto Quintana, ex calciatore cileno (Santiago del Cile, n. 1956)
- Juan Spósito, calciatore argentino (Buenos Aires, n. 1907)
- Juan Carlos Stauskas, ex calciatore argentino (Buenos Aires, n. 1939)
- Berthy Suárez, ex calciatore boliviano (Santa Cruz de la Sierra, n. 1969)
- Matías Succar, calciatore peruviano (Lima, n. 1999)
- Juan Surraco, ex calciatore uruguaiano (Montevideo, n. 1987)
- Juan Carlos Sánchez Martínez, ex calciatore spagnolo (Calvià, n. 1987)
- Juan Sánchez Miño, ex calciatore argentino (Buenos Aires, n. 1990)
- Juan Sánchez Sotelo, calciatore argentino (Avellaneda, n. 1987)
- Juanlu Sánchez, calciatore spagnolo (Siviglia, n. 2003)

## T(12)
- Juan Torres Ruiz, ex calciatore spagnolo (Lebrija, n. 1989)
- Juan Carlos Tacchi, calciatore argentino (Basavilbaso, n. 1932 - Trasacco, † 2007)
- Francisco Tinaglini, calciatore uruguaiano (San Ramón, n. 1998)
- Juan Carlos Toja, ex calciatore colombiano (Bogotà, n. 1985)
- Juan Toloza, calciatore cileno (Santiago, n. 1985)
- Juan Torales, ex calciatore paraguaiano (n. 1956)
- Juan Alfredo Torres, calciatore messicano (Zapopan, n. 1931 - Guadalajara, † 2022)
- Manuel Torres Soto, calciatore spagnolo (Linares, n. 1928 - † 1992)
- Juan Manuel Torres, ex calciatore argentino (Puerto Vilelas, n. 1985)
- Juan Carlos Touriño, calciatore argentino (Buenos Aires, n. 1944 - Buenos Aires, † 2017)
- Juan Turchi, ex calciatore argentino (La Plata, n. 1976)
- Juan Tuñas, calciatore cubano (n. 1917 - † 2011)

## U(2)
- Juan Urkizu, calciatore e allenatore di calcio spagnolo (Ondarroa, n. 1901 - Ondarroa, † 1982)
- Juan José Urruti, ex calciatore argentino (Rosario, n. 1962)

## V(30)
- Juan Vairo, ex calciatore argentino (Paraná, n. 1932)
- Juan Valdivieso, calciatore peruviano (Lima, n. 1910 - Lima, † 2007)
- Juan Manuel Valencia, calciatore colombiano (Suárez, n. 1998)
- Juan José Valencia, ex calciatore spagnolo (San Sebastián, n. 1971)
- Juan David Valencia, ex calciatore colombiano (Medellín, n. 1986)
- Juan Carlos Valenzuela, ex calciatore messicano (Guaymas, n. 1984)
- Juan Valera Espín, ex calciatore spagnolo (Murcia, n. 1984)
- Juan Alfonso Valle, calciatore peruviano (n. 1905)
- Juan Gabriel Valverde, calciatore boliviano (Santa Cruz de la Sierra, n. 1990)
- Juan Varea, ex calciatore argentino (Buenos Aires, n. 1986)
- Juan Pablo Vargas, calciatore costaricano (Grecia, n. 1995)
- Juan Manuel Vargas, ex calciatore peruviano (Lima, n. 1983)
- Juan Zambudio Velasco, calciatore e allenatore di calcio spagnolo (Jumilla, n. 1924 - Igualada, † 2004)
- Juan Velásquez, ex calciatore peruviano (n. 1971)
- Juan Martín Velázquez, calciatore argentino (Levalle, n. 2004)
- Juan Carlos Verdeal, calciatore e allenatore di calcio argentino (Puerto Madryn, n. 1918 - Rio de Janeiro, † 1999)
- Juan Verdugo, ex calciatore spagnolo (Cordova, n. 1949)
- Juan Ramón Verón, calciatore e allenatore di calcio argentino (La Plata, n. 1944 - La Plata, † 2025)
- Juan Viacava, calciatore uruguaiano (Montevideo, n. 1999)
- Juan Carlos Vidal, ex calciatore spagnolo (Bilbao, n. 1954)
- Juan Vieyra, calciatore argentino (n. 1992)
- Juan Pablo Vigón, calciatore messicano (Guadalajara, n. 1991)
- Juan Manuel Villa, calciatore spagnolo (Siviglia, n. 1938 - Saragozza, † 2025)
- Juan Bautista Villalba, calciatore paraguaiano (Luque, n. 1924 - † 2003)
- Juan Manuel Villalba, ex calciatore paraguaiano (n. 1954)
- Juan Carlos Villamayor, ex calciatore paraguaiano (n. 1969)
- Juan Villar, ex calciatore spagnolo (Cortegana, n. 1988)
- Juan José Villar, calciatore uruguaiano
- Juan Vázquez Tenreiro, calciatore e allenatore di calcio spagnolo (Ferrol, n. 1912 - Burgos, † 1957)
- Juan Manuel Vázquez, calciatore argentino (José León Suárez, n. 1994)

## Z(7)
- Juan Antonio Zaldua, ex calciatore spagnolo (Busturia, n. 1952)
- Juan Manuel Zamora, calciatore spagnolo (San Sebastián, n. 1942 - Salou, † 2015)
- Juan Zapata, calciatore colombiano (Chigorodó, n. 2000)
- Juan María Zorriketa, ex calciatore spagnolo (Bilbao, n. 1940)
- Juan Carlos Zubzuck, ex calciatore peruviano (Oberá, n. 1965)
- Juan Zubiaurre, calciatore spagnolo (Elgoibar, n. 1936 - Ordizia, † 2011)
- Juan Camilo Zúñiga, ex calciatore colombiano (Chigorodó, n. 1985)

## Á(5)
- Juan Pablo Ángel, ex calciatore colombiano (Medellín, n. 1975)
- Juan Ignacio Álvarez, calciatore argentino (El Palomar, n. 1997)
- Juan Pablo Álvarez, calciatore argentino (Tandil, n. 1996)
- Juan Álvez, calciatore uruguaiano (Montevideo, n. 1983)
- Juan Ángeles, calciatore dominicano (Moca, n. 2000)

## Ú(1)
- Juan Pablo Úbeda, ex calciatore cileno (Santiago del Cile, n. 1980)